# Heteroporatia carniolense
Heteroporatia carniolense är en mångfotingart som beskrevs av Karl Wilhelm Verhoeff 1897. Heteroporatia carniolense ingår i släktet Heteroporatia och familjen Mastigophorophyllidae. Inga underarter finns listade i Catalogue of Life.